# Bazi nagy lagzi
A Bazi nagy lagzi az Irigy Hónaljmirigy 2004-ben megjelent nagylemeze, melyet a csapat új kiadója, a CLS Music gondozott. Az albumon a mulatós zenéket parodizálták ki. A Bazi nagy lagzi a lemezeladási lista első helyére került, és összesen 42 hétig szerepelt a listán. Az album platinalemez minősítést ért el.

## Számlista
1. Nem élhetek pia nélkül
2. Dauer-e vagy fonat
3. Amikor nótákat lopok
4. Bevallom neked Mónikám
5. 100 utasnak bliccel a fele
6. Igyál tablettást (a Borból jó a kannás átremixelt verziója)
7. Hakni van muter
8. Az igazi rendőr, nő!
9. Jajj már megint dáridó
10. Hej rugó, rugó
11. Ébredj te fekete raj
12. Kalinkamaty
13. Becsi-becsi-nálok
14. Jaj, mit tettem
15. Numerakirály